# Janvier 1791
Cette page présente les faits marquants du mois de janvier 1791.

## Événements
- 12 janvier : Liège est occupée par les Autrichiens. Le prince-évêque est rétabli. Fin de la révolution liégeoise[1].

- 13 janvier, France : mise en place d'une loi sur le théâtre par les révolutionnaires : « Tout citoyen pourra élever un théâtre public et y faire représenter des pièces de tous les genres, en faisant, préalablement à l’établissement de son théâtre, sa déclaration à la municipalité des lieux ».

- 24 janvier : fondation de Washington (D.C)

- 30 janvier, France : Mirabeau est élu président de l’Assemblée nationale.

## Naissances
- 15 janvier :  Franz Grillparzer, écrivain autrichien
- 21 janvier :  Padre Davide da Bergamo, organiste et compositeur italien
- 23 janvier : Franz Joseph Hugi (mort en 1855), géologue et scientifique suisse.

## Décès
- 24 janvier : Etienne Maurice Falconet, sculpteur